# Aldo De Matteo
Aldo De Matteo (ur. 15 sierpnia 1939 w Pizzo, zm. 7 września 2004 w Rzymie) – włoski polityk i działacz katolicki, eurodeputowany III kadencji, senator.

## Życiorys
Był wieloletnim etatowym działaczem Chrześcijańskiego Stowarzyszenia Pracowników Włoskich (ACLI), jednej z najliczniejszych włoskich organizacji pozarządowych. Pełnił m.in. funkcję wiceprezesa tej organizacji. Zaangażował się również w działalność polityczną w ramach Chrześcijańskiej Demokracji. W 1989 kandydował bez powodzenia do Parlamentu Europejskiego. Mandat europosła objął jednak w 1992 i wykonywał do 1994, należąc do grupy chadeckiej. Również w 1992 został wybrany w skład Senatu XI kadencji, w którym zasiadał do 1994.